# Las lavanderas
Las lavanderas es un cartón para tapiz de Francisco de Goya. Fue diseñado entre 1779 y 1780 para el antedormitorio de los príncipes de Asturias en el Palacio del Pardo, específicamente destinado a adornar la pared norte. Formaba parte de cartones para tapices del aragonés, conservada en su mayoría en el Museo del Prado.
Más que nunca, la tercera serie sugiere la influencia francesa. El vocabulario de las lavanderas y mujeres del columpio podía provenir de modelos galos. Aquí se pone de manifiesto una vez más el talento de Goya para realzar paisajes y crear un modelo de belleza pictórica. Presenta uno de los paisajes más bellos de todo el conjunto.
El bajo nivel social de las lavanderas españolas provocó que un real decreto de 1790 les prohibiese dirigirse a los transeúntes y ciudadanos pacíficos. 
Este cuadro posee un claro contenido sexual[cita requerida], estereotipado por los cuernos con connotaciones fálicas. Una mujer acaricia al animal en los cuernos. Este gesto se verá repetido en el cuadro que se le colocaría enfrente, La novillada.
Es posible que el gesto de las mujeres esté inspirado en otra obra de Goya, de las mismas series de cartones, en este caso titulada La merienda a orillas del Manzanares.
Más tarde Goya repetirá el tema de las lavanderas en algunos de sus álbumes de dibujos, e incluso llegan a preconizar escenas de sus afamados Caprichos.

## Análisis

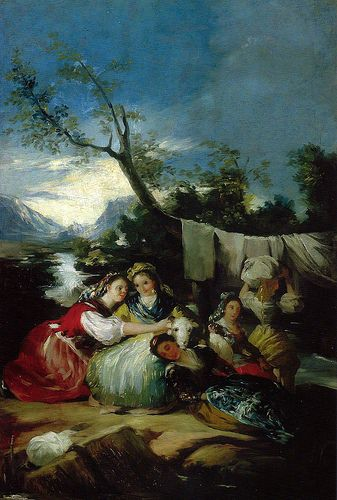
Boceto de Las lavanderas, coordinado tanto en las formas como en los colores.

Unas lavanderas descansan luego de trabajar en la ribera del Manzanares. Una de ellas, recostada en el regazo de la mujer del centro es la víctima de una broma que sus compañeras pretenden hacer al asustarla con un cordero. Detrás, en segundo plano, se encuentran dos más en plena labor.
Sin duda se trata de uno de los paisajes más naturalistas y bellos de todo el conjunto. Se sitúa en una zona próxima a Madrid, con el Manzanares de testigo y la sierra de Guadarrama al fondo. Goya recuerda en las tonalidades al joven Diego Velázquez, cuya obra el aragonés había podido estudiar en los palacios reales.
El mismo Goya, en su informe a la Real Fábrica de Tapices de Santa Bárbara, describe la obra como «un descanso de Labanderas â la orilla del Rio una de ellas se quedó Dormida en el regazo de otra à la q.e ban azer se dispierte con un Cordero q. la arriman à la cara dos dellas».
El cielo esbozado cambia de tono e intensidad, mostrando a la vez a un sol que muere entre tonalidades espléndidas. Las mujeres son hermosas y vivaces, cuyos enrojecidos rostros constituyen el arquetipo de la feminidad que tanto había interesado en el rococó.
Se realizó en menos de siete meses, debido al inesperado cierre de la Real Fábrica. Ello no obsta para que el pintor se revele aquí como un colorista consumado, usa tonos vivos y alegres  y las tonalidades, así como la luz, recuerdan a una escena de atardecer. La factura suelta y las manchas de color permiten estudiar a este cuadro como una de las piezas más logradas de Goya.